# Janus II
Janus II war ein im September 1970 durchgeführtes französisches Tauchunternehmen, bei dem die drei Aquanauten Patrick Cadiou, Christian Cornillaux und Michel Liogier acht Tage im Golf von Ajaccio in 255 Metern Tiefe verbrachten, ein neuer Spitzenwert, da bis zu diesem Zeitpunkt noch niemand derart lange unter einer so hohen Wassersäule gearbeitet hatte. Im Schnitt lag die von jedem Taucher täglich auf dem Meeresgrund mit Arbeiten zugebrachte Zeit zwischen drei und vier Stunden. Es waren die CNEXO (Centre national pour l'exploitation des océans) und der Erdölkonzern Elf, die jenen Versuch, der riskant über Experimente und Simulationen im Labor oder Caisson hinausging, über mehrere Jahre hinweg mit Forschungsarbeit vorbereiteten. Am 11. März 1971 erhielten die Taucher für ihre Leistung aus den Händen von Jacques Chaban-Delmas das Abzeichen des Chevaliers de l’ordre du Mérite verliehen.